# М-87 Оркан
М-87 Оркан је самоходни вишецевни лансер ракета 262 mm (СВЛР М87) у борбеном саставу Војске Србије.

## Развој
Развој потпуно аутоматизованог вишецевног самоходног ракетног система калибра 262 мм, великог домета, започео је 1980. године. И поред чињенице да су у оквиру дотадашњег развоја постојала решења за више сличних подсистема, ипак се овде радило о потпуно аутоматизованом систему изузетно великог калибра, за који је требало решити низ техничких и технолошких проблема. Систем носи посебно развијена варијанта подвоска из фамилије возила 9т, 8x8.
Усвајањем у наоружање, 1988. године, Југославија се сврстала у мали број земаља које су развиле и произвеле сличан систем. Посебност система је велика прецизност у четири балистичке верзије. Велики ефекат на циљу постиже се касетним бојевим главама у две верзије. Коришћењем телевизијског коректора остварује се корекција лета ракете на бази реалне трајекторије активне фазе, што обезбеђује велику тачност дејства.

## Намена
СВЛР са ракетама са касетном бојном главом (КБГ) користи се за ватрену подршку оперативних састава дејством по значајним површинским циљевима као што су концентрације људства, тенковских, механизованих и моторизованих јединица. Такође се користи за ваздушне и морнаричке десанте, нападе на командна места и центре везе, ватрене положаје артиљерије и тактичких балистичких ракета, а такође и против авиона на земљи (на отвореном простору), логистичке инфраструктуре, виталних војних и индустријских објеката и терористичких база.
Са убојном главом са противоклопним минама СВЛР се користи за затварање правца продора оклопних јединица.

## Карактеристике
- Посада: пет чланова (командир одељења, нишанџија, помоћник нишанџије, темпирач и возач
- Лансер: возило 9П113М2 са четири лансирне цеви калибра 262
- Поље дејства:
  - по елевацији 3,5-65
  - по правцу ±7,5
- Пуњење лансера: ручно, помоћу дизалице, помоћних стаза и помоћног возила
- Време пуњења све четири цеви: око 40 минута
- Време преласка из маршевског у борбени положај: до 10 минута
- Време преласка из борбеног у маршевски положај: до 3 минута
- Дужина лансера: 10.690
- Ширина лансера без платформе: 2.800
- Висина лансера: 3.035
- Висина лансера при максималном углу елевације: 10.100
- Помоћно наоружање:
  - митраљез 12,7 mm
  -  на крову кабине теренског возила

## Карактеристике ракете
- Маса ракете са КБГ са бомбицама и електронским темпирним упаљачем: 94,5 kg са толеранцијом од 0,2
- Маса електронског темпирног упаљача: 3,35
- Маса погонског пуњења летног мотора без инхибитора: 147,8
- Маса погонског пуњења избацивог мотора: 12,9
- Маса контејнера са ракетом: 432
- Дужина ракете: - 4.657
- Дужина без упаљача: - 4.357
- Површина КГБ са бомбицама КБ-1: 165 x 180 метара
- Радијус убојног дејства бомбице: око 10
- Пробојност: око 60
- Време рада летног мотора: од 3,8 до 5,4 s (4,3 s на нормалној температури)
- Домет на нормалној температури: 50
- Растурање на максималном домету:
  - По даљини: 245 
  - По правцу: 280
- Алтернативно пуњење убојних глава: 
  - 24 противоклопне мине са кумулативним пуњењем пробојности до 40 mm; мине су снабдевене електронским упаљачем који реагује на прекид магнетског поља

## Корисници
- Србија -4

### Војска Србије
Ракетни дивизион у Артиљеријској бригади Војске Србије из Ниша користи самоходне вишецевне лансере ракета (СВЛР) М87 оркан са четири цеви постављене на лансирно возило 9П113М2 (камион ЗИЛ 135ЛМ) ракетног система земља-земља 9К52 луна-М. Модификовани лансери могу да се врате на основну намену. 
Изворни пројекат СВЛР М87 био је у конфигурацији са 12 лансирних цеви постављених на теренском возилу ФАП 2832 БС/АВ или 3232БЦ. Током распада бивше Југославије у Србију је дошла једна батерија од 4 оруђа. Интеграција лансирних цеви 262 mm на лансер 9П113М2 била је најједноставније решење, јер су за то била потребна минимална улагања. Урађена је од цеви произведених у Србији на 4 шасије Луне-М у 38. ракетној бригади.

### Бивши корисници:
- Босна и Херцеговина - (6) Један неоперативан у касарни у Бања Луци. Осталих 5 уништено заједно са свих 68 ракета.[2] Шасија последњег оригиналног Оркана, ФАП 3232, продата из БНТ Нови Травник у цивилне сврхе и прерађена у кипер.[3]
- Хрватска - (2) Један у резерви, један у музеју. Без ракета за систем.